# 誰にも言えない真実
「誰にも言えない真実」（だれにもいえないひみつ）は高岡亜衣のシングル。

## 概要
- シングルでは初の2曲+インスト1曲及びノンタイアップの楽曲。2枚目のアルバム「acoustic love」先行シングル。

## 収録曲
全曲 作曲:高岡亜衣 編曲:小林哲
1. 誰にも言えない真実
作詞:高岡亜衣
2. いつも君だけを見ている
作詞:高岡亜衣
3. 誰にも言えない真実 (inst.)

## 参加ミュージシャン
- 増崎孝司 from DIMENSION （ギター）
- 小林哲（キーボード）